# Lukas Emdorf
Lukas Kingsley Emdorf (* 5. September 2005 in Aarhus, Dänemark) ist ein dänischer Handballspieler, der für den deutschen Zweitligisten VfL Lübeck-Schwartau aufläuft.

## Karriere
Emdorf begann das Handballspielen beim dänischen Verein Hørning Håndbold. Mit Hørning Håndbold gewann er im Jahr 2017 in der Altersklasse U-12 die inoffizielle dänische Meisterschaft. Später wechselte der Linkshänder in die Jugendabteilung des Vereins GOG. Seit der Saison 2024/25 steht der Rückraumspieler beim deutschen Zweitligisten VfL Lübeck-Schwartau unter Vertrag.
Emdorf bestritt fünf Länderspiele für die dänische Jugend-Nationalmannschaft, in denen er sieben Treffer erzielte. Alle diese Spiele absolvierte er im Juli 2022 beim Europäischen Olympischen Sommer-Jugendfestival, bei der Dänemark die Silbermedaille gewann.